# Ратник (часопис)
Ратник је био часопис за војне науке, новости и књижевност. Први број изашао је 7. јануара 1879. године и излазио је све до уласка Југославије у Други светски рат (март 1941. године, када излази последњи број), са прекидом у току Првог светског рата. 

## О часопису

### Историјат
Генералштабни потпуковник Јован Мишковић, тадашњи Министар војни у договору са некадашњим професором Јованом Драгашевићем, покренуо је 7. јануара 1879. године часопис Ратник. У образложењу своје одлуке министар Мишковић одређује основни циљ новог војног часописа:
```
„Доста је времена прошло од како је наша војска без свог гласила, без војног листа. Уплив тога недостатка на нашу војску може да цени само онај, који зна, какву улогу игра данас у опште књижевност у свету. Војска без свог листа је као човек без горива. Војни проналасци и успеси ратне вештине остају нечувени и неопажени у таквој војсци; војна знања остају својина и право само извесног броја људи.  Многи користан рад остане до века непознат; многу плодну мисао поједе прашина. После свршених ратова, и у времену, када се наша војска, на основу стечених искуства бојних, има да препороди и учврсти, војни лист нам је неспоран и неопходан.“
[
2
]
```

### Периодичност излажења
Часопис Ратник, лист за војне науке, новости и књижевност, штампан је о трошку Министарства војног у Државној штампарији у Београду. Издавао га је Главни генералштаб, а уређивало га је Историјско одељење Главног генералштаба. Излазио је у месечним свескама формата 15x21 цм на 6 до 8 ауторских табака са сликама, цртежима, плановима и картама. „Када буде потребе може и за два месеца у једној књизи изаћи, а може се и увећати.“ Тако је већ прва свеска Ратника садржавала јануарски и фебруарски број. Да лист на време излази био је одговоран начелник Историјског одељења, а главни надзор над садржином листа имао је начелник Генерлштаба.
Због ратних околности лист није излазио од октобра 1912 — децембра 1913. и од јула 1914 — децембра 1920. Редовно излази од јануара 1921. до априла 1941.

### Организација рада
Уређивало га је Историјско одељење Главног генералштаба. Имао је редактора, администратора, експедитора и благајника. Уредник и редактор листа био је сам начелник Историјског одељења са прописаним дужностима и правима. Који ће се од добијених чланака у часопису штампати, а који одбацити одлучивали су рецензенти Генералштабног одељења, Артиљеријског и Инжињерског комитета којима је начелник Историјског одељења слао чланке на оцену. 
Од 1900-1914. године упоредни наслов и на француском језику: Ратник = Le Guerrier. Од свеске 1/3, 1921. године штампан је ћирилицом и латиницом.
Од књиге 56, свеске 2 (1904) поднаслов је био Месечни војни лист, а од свеске 11 (1939) поднаслов је био Војно-научни часопис.

## Издавачи
- Од књ. 38, св. 2 (1898) Војно министарство;
- од св. 4/5 (1921) Главни ђенералштаб;
- од св. 6 (1921) Министарство војске и морнарице;
- од св. 11 (1939) Главни ђенералштаб;
- од св. 4 (1940) Врховна инспекција војне силе

## Посебна издања
Године 1904. као посебно издање излази „Двадесетогодишњица Ратника” (приредило уредништво Ратника), а 1934. излази „Друга двадесетпетогодишњица”. Оба издања садрже садржај свих дотадашњих свезака по хронолошком реду, садржај по струкама, садржај по ауторима, преглед издавања листа и биографски део.

## Цена
У заглављу часописа, на првој страни, стоји цена и она је различита за различите групе које су наведене. То су четири константно навођене групе у овом периоду. На првом месту су резервни официри, људи који су после вишегодишњег ратовања остали везани за војску и које је требало држати у току са збивањима. На другом месту су питомци војних академија и подофицири. Овако рангирање и цена часописа која је најнижа за ове две групе, сведочи о тенденцији да часопис буде најдоступнији питомцима војне академије и подофицирима. Цена за резервне официре била је четири пута виша од цене за питомце и подофицире.
Цена годишње 90 гроша чаршијских, за старешине, питомце и академије, подофицире и војнике 60 гроша; за иностранство 2 дуката цесарска; од св. 7 (1879) стаје на годину 18 дин.

## Технички изглед часописа
Часописи излазе појединачно, али се повезују у томове од по шест бројева, ради чувања. Обично у последњем броју у години излази садржај свих дванаест бројева. Важна обавештења уредништва штампана су на првој страни, а сразмерно честа обавештења уредништва о правилном начину слања текстова, што је истакнуто и у заглављу испод наслова. Уз преводе важних текстова додаване су шеме, карте и прилози на засебној пагинацији. Највећи број тако маркираних текстова биле су војно-стратегијске анализе домаћих и страних стручњака

## Уредници
Већина уредника огледала се на његовим страницама не само по службеној дужности већ и као аутори оригиналних радова, или бар као преводиоци.
- Од књ. 5, св. 3 (1881) одговорни уредник Јован Драгашевић;
- од књ. 20, св. 1 (1888/89) одговорни уредник Јован Д. Пропоретовић;
- од књ. 20, св. 3 (1888/89) одговорни уредник Јован Атанацковић;
- од књ. 28, св. 5/6 (1893) одговорни уредник Драгомир Вучковић;
- од књ. 36, св. 1 (1897) одговорни уредник Светозар Нешић;
- од књ. 38, св. 3(1898) одговорни уредник Владимир Николић;
- од књ. 41, св. 1 (1898) одговорни уредник Милан Васић;
- од књ. 41, св. 4 (1898) одговорни уредник Петар Мишић;
- од књ. 42, св. 1 (1899) одговорни уредник Младен Јанковић;
- од књ. 44, св. 3/4 (1900) одговорни уредник Александар Машин;
- од књ. 46, св. 2 (1900) одговорни уредник В. Арачић;
- од књ. 49, св. 2 (1901) одговорни уредник Милутин Маринковић;
- од књ. 51, св. 1 (1902) одговорни уредник Степан Степановић;
- од књ. 54, св. 2/3 (1903) одговорни уредник Живојин Мишић;
- од књ. 56, св. 4 (1904) одговорни уредник Милутин Мишковић;
- од књ. 67, св. 1 (1909) одговорни уредник Живојин Крстић;
- од књ. 68, св. 3 (1910) одговорни уредник Божидар Терзић;
- од књ. 69, св. 5/6 (1910) одговорни уредник Вој. М. Живановић;
- од књ. 74, св. 1 (1914) одговорни уредник Душан Ј. Пешић;
- од св. 1/3 (1921) уредник Војин Максимовић;
- од св. 6 (1921)-(1941) уређује Одбор у Главном ђенералштабу, уредник Емило Ј. Белић;
- од св. 1 (1922) уредник Живко М. Станисављевић;
- од св. 12 (1922) уредник Димитрије Р. Живковић;
- од св. 1 (1923) уредник Владимир Цукавац;
- од св. 10 (1923) уредник Милош А. Јовановић;
- од св. 11/12 (1923) уредник Емило Ј. Белић;
- од св. 1 (1928) уредник Милутин Недић;
- од св. 3 (1928) уредник Драгољуб Д. Тасић;
- од св. 12 (1929) уредник Емило Ј. Белић;
- од св. 5 (1930) уредник Милојко Б. Јанковић;
- од св. 6 (1931) уредник Душан Т. Симовић;
- од св. 8 (1931) уредник Петар Вук. Арачић;
- од св. 12 (1931) уредник Душан Т. Симовић;
- од св. 1 (1932) уредник Јован К. Антић;
- од св. 11 (1935) уредник Милорад М. Мајсторовић;
- од св. 1 (1938) уредник Чедомир М. Шћекић;
- од св. 4 (1940) уредник Љубомир П. Стефановић;
- од св. 10 (1940) уредник Владимир С. Петровић;
- од св. 1 (1941) уредник Јуриј А. Мушић

## Штампарије
- Од књ. 5, св. 6 (1881) у штампарији код "Св. Саве";
- од књ. 6, св. 2 (1881) у Државној штампарији;
- од књ. 7, св. 3 (1882) у Краљевско-српској државној штампарији;
- од књ. 8, св. 4 (1882) Парна штампарија "Задруге штампарских раденика";
- од књ. 8, св. 6 (1882) у штампарији код "Св. Саве";
- од књ. 9, св. 4 (1883) Парна штампарија "Задруге штампарских радника";
- од књ. 14, св. 4 (1885) Штампарија Напредне странке;
- од књ. 14, св. 5/6 (1885) Трговачка штампарија;
- од књ. 15, св. 1 (1886) Штампарија Напредне странке;
- од књ. 16, св. 5/6 (1886) Трговачка штампарија;
- од књ. 17, св. 1 (1887) Штампарија задруге штампарских раденика;
- од књ. 20, св. 2 (1888/89) Државна штампарија;
- од књ. 40, св. 2 (1898) Штампарија Војног министарства;
- од књ. 56, св. 4 (1904) штампано у Државној штампарији Краљевине Србије;
- од књ. 56, св. 6 (1904) штампано у Штампарији Д. Димитријевића;
- од књ. 58, св. 1 (1905) "Доситије Обрадовић", штампарија Аце М. Станојевића;
- од књ. 58, св. 5 (1905) Електрична штампарија С. Хоровица;
- од књ. 58, св. 6 (1905) "Доситије Обрадовић";
- од књ. 59, св. 1/2 (1905) штампано у Штампарији Д. Димитријевића;
- од књ. 59, св. 3 (1905) "Доситије Обрадовић";
- од књ. 59, св. 4 (1905) Нова штампарија Давидовић;
- од књ. 59, св. 5/6 (1905) "Доситије Обрадовић";
- од књ. 60, св. 1/2 (1906) Нова штампарија - Давидовић;
- од књ. 60, св. 3 (1906) "Доситије Обрадовић";
- од књ. 60, св. 4 (1906) Нова штампарија - Давидовић;
- од књ. 61, св. 1/2 (1906) "Доситије Обрадовић";
- од књ. 61, св. 4 (1906) Нова штампарија - Давидовић;
- од књ. 61, св. 5/6 (1906) "Доситије Обрадовић";
- од књ. 62, св. 1/2 (1907) Нова штампарија - Давидовић;
- од књ. 62, св. 3 (1907) "Доситије Обрадовић";
- од књ. 62, св. 4 (1907) Нова штампарија - Давидовић;
- од књ. 62, св. 5/6 (1907) "Доситије Обрадовић";
- од књ. 63, св. 1 (1907) Нова штампарија - Давидовић;
- од књ. 63, св. 2 (1907) "Доситије Обрадовић";
- од књ. 63, св. 4 (1907) Нова штампарија - Давидовић;
- од књ. 64, св. 1 (1908) "Доситије Обрадовић";
- од књ. 64, св. 2 (1908) Нова штампарија - Давидовић;
- од књ. 64, св. 4 (1908) "Доситије Обрадовић";
- од књ. 64, св. 5/6 (1908) Нова штампарија - Давидовић;
- од књ. 65, св. 1 (1908) "Доситије Обрадовић";
- од књ. 65, св. 2 (1908) Нова штампарија - Давидовић;
- од књ. 65, св. 3 (1908) "Доситије Обрадовић";
- од књ. 65, св. 4 (1908) Нова штампарија - Давидовић;
- од књ. 65, св. 5/6 (1908) "Доситије Обрадовић";
- од књ. 66, св. 2 (1909) Нова штампарија - Давидовић;
- од књ. 66, св. 4 (1909) "Доситије Обрадовић";
- од књ. 66, св. 5/6 (1909) Нова штампарија - Давидовић;
- од књ. 67, св. 1 (1909) "Доситије Обрадовић";
- од књ. 67, св. 2 (1909) Нова штампарија - Давидовић;
- од књ. 67, св. 3 (1909) "Доситије Обрадовић";
- од књ. 67, св. 4 (1909) Нова штампарија - Давидовић;
- од књ. 67, св. 5/6 (1909) "Доситије Обрадовић";
- од књ. 68, св. 1 (1910) Нова штампарија - Давидовић;
- од књ. 68, св. 2 (1910) "Доситије Обрадовић";
- од књ. 68, св. 3 (1910) Нова штампарија - Давидовић;
- од књ. 68, св. 3 (1910) Нова штампарија - Давидовић;
- од књ. 68, св. 4 (1910) "Доситије Обрадовић";
- од књ. 68, св. 5/6 (1910) Нова штампарија - Давидовић;
- од књ. 69, св. 1 (1910) "Доситије Обрадовић";
- од књ. 69, св. 2 (1910) Нова штампарија - Давидовић;
- од књ. 69, св. 3 (1910) "Доситије Обрадовић";
- од књ. 69, св. 4 (1910) Нова штампарија - Давидовић;
- од књ. 69, св. 5/6 (1910) "Доситије Обрадовић";
- од књ. 70, св. 1 (1911) Нова штампарија - Давидовић;
- од књ. 70, св. 2 (1911) "Доситије Обрадовић";
- од књ. 70, св. 3 (1911) Нова штампарија - Давидовић;
- од књ. 70, св. 4 (1911) "Доситије Обрадовић";
- од књ. 70, св. 5/6 (1911) Нова штампарија - Давидовић;
- од књ. 71, св. 2 (1911) Нова штампарија - Давидовић;
- од књ. 71, св. 3 (1911) "Доситије Обрадовић";
- од књ. 71, св. 4 (1911) Нова штампарија - Давидовић;
- од књ. 71, св. 5/6 (1911) "Доситије Обрадовић";
- од књ. 72, св. 1 (1912) Нова штампарија - Давидовић;
- од књ. 72, св. 2 (1912) "Доситије Обрадовић";
- од књ. 72, св. 3 (1912) Нова штампарија - Давидовић;
- од књ. 72, св. 4 (1912) "Доситије Обрадовић";
- од књ. 72, св. 5/6 (1912) Нова штампарија - Давидовић;
- од књ. 73, св. 1 (1912) "Доситије Обрадовић";
- од књ. 73, св. 2 (1912) Нова штампарија - Давидовић;
- од књ. 73, св. 3 (1912) "Доситије Обрадовић";
- од књ. 74, св. 2 (1914) Нова штампарија - Давидовић;
- од књ. 74, св. 3 (1914) "Доситије Обрадовић";
- од књ. 74, св. 4 (1914) Нова штампарија - Давидовић;
- од књ. 74, св. 5 (1914) "Доситије Обрадовић";
- од књ. 74, св. 6 (1914) Нова штампарија - Давидовић;
- од св. 1/3 (1921) Штампарија "Св. Сава";
- од св. 4/5 (1921) Штампарија "Народна самоуправа";
- од св. 6 (1921) Штампарија "Св. Сава";
- од св. 9 (1921) Штампарија "Народна самоуправа";
- од св. 1 (1922) Модерна штампарија "Вук Караџић";
- од св. 2 (1922) Штампарија "Народна самоуправа";
- од св. 3 (1922) Модерна штампарија "Вук Караџић";
- од св. 4 (1922) Штампарија "Народна самоуправа";
- од св. 5 (1922) Модерна штампарија "Вук Караџић";
- од св. 6 (1922) Штампарија "Св. Сава";
- од св. 7 (1922) Модерна штампарија "Вук Караџић";
- од св. 9 (1922) Штампарија "Модерна самоуправа";
- од св. 10 (1922) Модерна штампарија "Вук Караџић";
- од св. 11 (1922) Штампарија "Народна самоуправа";
- од св. 12 (1922) Модерна штампарија "Вук Караџић";
- од св. 1 (1923) Штампарија "Драг. Грегорића";
- од св. 2(1923) Графички институт "Народна мисао";
- од св. 1/2 (1924) Штампарија Саве Раденковића;
- од св. 4 (1924) Штампарија "Св. Сава";
- од св. 4 (1925) Штампарија Саве Раденковића;
- од св. 8 (1925) Штампарија "Скерлић";
- од св. 9 (1925) Штампарија Саве Раденковића;
- од св. 10 (1925) Штампарија "Скерлић";
- од св. 11/12 (1925) Штампарија "Св. Саве";
- од св. 10 (1926) Штампарија "Ђ. Јакшић";
- од св. 4 (1927) Штампарија "Скерлић";
- од св. 10 (1929) Штамп. Министарство војске и морнарице;
- од св. 10 (1930) Штампарија "Планета";
- од св. 1 (1935) Штампарија Раденковића; од св. 3 (1941) Штампарија "Смиљево"

## Галерија
- Двадесетпетогодишњица Ратника
- Друга двадесетпетогодишњица Ратника